# Associazione Calcio Padova 1945-1946
Questa pagina raccoglie i dati riguardanti l'Associazione Calcio Padova nelle competizioni ufficiali della stagione 1945-1946.

## Stagione
Il Padova nel 1945-1946 si classificò al primo posto nel girone C, quindi al sesto e ultimo posto nel girone finale del torneo misto Serie B-C Alta Italia, per un totale di 32 gare disputate.

## Rosa
| N. |                   | Ruolo | Calciatore         |
| -- | ----------------- | ----- | ------------------ |
|    | Italia (bandiera) | P     | Albano Luisetto    |
|    | Italia (bandiera) | P     | Enzo Romano        |
|    | Italia (bandiera) | D     | Silvio Arrighini   |
|    | Italia (bandiera) | D     | Osvaldo Gardini    |
|    | Italia (bandiera) | D     | Aldo Giuliani      |
|    | Italia (bandiera) | D     | Giuseppe Marchetto |
|    | Italia (bandiera) | D     | Ezio Meneghello    |
|    | Italia (bandiera) | D     | Plinio Rolle       |
|    | Italia (bandiera) | D     | Pietro Sforzin     |
|    | Italia (bandiera) | D     | Adone Stellin      |
|    | Italia (bandiera) | D     | Gastone Zanon      |
|    | Italia (bandiera) | A     | Luciano Alghisi    |

| N. |                   | Ruolo | Calciatore           |
| -- | ----------------- | ----- | -------------------- |
|    | Italia (bandiera) | A     | Silvio Briard        |
|    | Italia (bandiera) | A     | Vittorio Coccia      |
|    | Italia (bandiera) | A     | Martino Colman       |
|    | Italia (bandiera) | A     | Dino Coppola         |
|    | Italia (bandiera) | A     | Antonio Flaibani     |
|    | Italia (bandiera) | A     | Diego Florettini     |
|    | Italia (bandiera) | A     | Silvio Formentin     |
|    | Italia (bandiera) | A     | Prosdocimo Paparella |
|    | Italia (bandiera) | A     | Dino Pavanello       |
|    | Italia (bandiera) | A     | Giuseppe Polo        |
|    | Italia (bandiera) | D     | Alfredo Schiavo      |
|    | Italia (bandiera) | A     | Otello Torri         |

## Statistiche

### Statistiche dei giocatori
| Giocatore     | Camp. Misto Serie B-C Alta Italia | Camp. Misto Serie B-C Alta Italia |
| Giocatore     | Presenze                          | Reti                              |
| ------------- | --------------------------------- | --------------------------------- |
| L. Alghisi    | 32                                | 11                                |
| S. Arrighini  | 15                                | 0                                 |
| S. Briard     | 5                                 | 1                                 |
| V. Coccia     | 4                                 | 1                                 |
| M. Colman     | 1                                 | 0                                 |
| D. Coppola    | 24                                | 1                                 |
| A. Flaibani   | 1                                 | 0                                 |
| D. Florettini | 9                                 | 2                                 |
| S. Formentin  | 31                                | 12                                |
| O. Gardini    | 3                                 | 0                                 |
| A. Giuliani   | 30                                | 2                                 |
| A. Luisetto   | 26                                | ?                                 |
| G. Marchetto  | 9                                 | 0                                 |
| E. Meneghello | 31                                | 0                                 |
| P. Paparella  | 4                                 | 2                                 |
| D. Pavanello  | 1                                 | 0                                 |
| G. Polo       | 29                                | 7                                 |
| E. Romano     | 6                                 | ?                                 |
| P. Rolle      | 25                                | 1                                 |
| A. Schiavo    | 4                                 | 2                                 |
| P. Sforzin    | 27                                | 1                                 |
| A. Stellin    | 19                                | 0                                 |
| O. Torri      | 10                                | 4                                 |
| G. Zanon      | 6                                 | 0                                 |